# (5846) Hessen
(5846) Hessen (1989 AW6) – planetoida z pasa głównego asteroid okrążająca Słońce w ciągu 3,8 lat w średniej odległości 2,43 j.a. Odkryta 11 stycznia 1989 roku.